# Мулине (Приморские Альпы)
Мулине́ (фр. Moulinet) — коммуна на юго-востоке Франции в регионе Прованс — Альпы — Лазурный берег, департамент Приморские Альпы, округ Ницца, кантон Конт.
Площадь коммуны — 41,07 км², население — 223 человека (2006) с тенденцией к стабилизации: 224 человека (2012), плотность населения — 5,5 чел/км².

## Население
Население коммуны в 2011 году составляло — 207 человек, а в 2012 году — 224 человека.
| 1962 | 1968 | 1975 | 1982 | 1990 | 1999 | 2004 | 2006 | 2009 | 2011 | 2012 |
| ---- | ---- | ---- | ---- | ---- | ---- | ---- | ---- | ---- | ---- | ---- |
| 286  | 265  | 220  | 164  | 193  | 249  | 235  | 223  | 209  | 207  | 224  |

Динамика численности населения:

## Экономика
В 2010 году из 131 человек трудоспособного возраста (от 15 до 64 лет) 92 были экономически активными, 39 — неактивными (показатель активности 70,2 %, в 1999 году — 67,9 %). Из 92 активных трудоспособных жителей работали 83 человека (52 мужчины и 31 женщина), 9 числились безработными (3 мужчины и 6 женщин). Среди 39 трудоспособных неактивных граждан 5 были учениками либо студентами, 22 — пенсионерами, а ещё 12 — были неактивны в силу других причин.
На протяжении 2010 года в коммуне числилось 101 облагаемое налогом домохозяйство, в котором проживало 181,0 человек. При этом медиана доходов составила 13 тысяч 517 евро на одного налогоплательщика.